# Bajo sajón neerlandés
El bajo sajón neerlandés (Saksisch, Nedersaksisch) es un grupo dialectal del bajo alemán occidental que se usa en el noreste de los Países Bajos. Algunos lo consideran como un dialecto del neerlandés. Algunas formas de este grupo tienen similitudes con el westfaliano, un dialecto bajo alemán occidental hablado en Alemania.

## Véase también

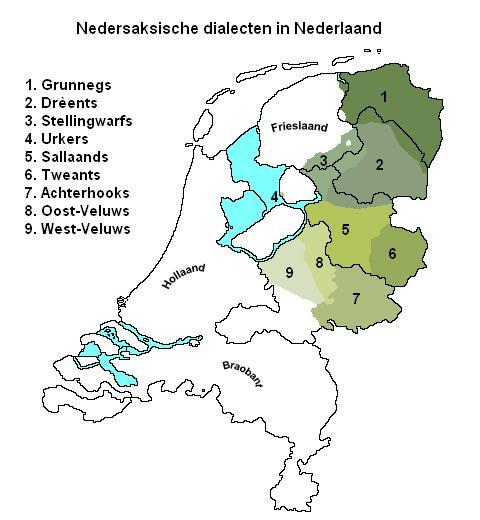
Dialectos del bajo sajón neerlandés.